# پله ۲۲۰۲
سیارک ۲۲۰۲ (به انگلیسی: 2202 Pele، نامگذاری:1972RA) دو هزار و دویست و دومین سیارک کشف شده‌است که در ۷ سپتامبر ۱۹۷۲ کشف شد.
قدر مطلق سیارک برابر ۱۷٫۶۰ است.